# 서동진 (사회학자)
서동진은 대한민국의 사회학자이자 문화 평론가, 대학 교수이다. 대한민국에서 게이로 커밍아웃한 교수이기도 하다.

## 학력
- 연세대학교 사회학 (학사, 석사, 박사)

## 경력
- 2003-2006년 연세대학교 외래교수
- 2003-2006년 서강대학교 외래교수
- 1998-2006년 성공회대학교 외래교수
- 2001-2002년 전주국제영화제조직위원회 프로그래머
- 2002-2007년 (사)한국시네마테크협의회 이사
- 2017~2018년 망원사회과학연구실 연구원
- 코넬대학교 방문 조교수
- 계원예술대학교 융합예술학과 교수 (현재)
- 문화/과학 편집위원 (현재)
- 시각문화연구저널 눈 편집위원 (현재)

## 주요 저서 및 논문
- 1988년 변혁운동의 방법론비판
- 1993년 록 젊음의 반란
- 1996년 누가 성정치학을 두려워하랴
- 2004년 불안의 시대와 주변의 공포-우리 시대의 노동하는 주체
- 2007년 문화의 타자, 정치-민주화 이후의 문화 그리고 문화와 진보를 생각하며
- 2009년 자유의 의지 자기계발의 의지
- 2009년 디자인 멜랑콜리아
- 2014년 변증법의 낮잠: 적대와 정치
- 2018년 동시대 이후 : 시간-경험-이미지
- 2020년 비동맹 독본

## 주요 공저
- 1999년 혁명의 문화사
- 2000년 문화읽기: 삐라에서 사이버문화까지
- 2003년 탈영자들의 기념비
- 2004년 아부 그라이브에서 김선일까지
- 2009년 그대는 왜 촛불을 끄셨나요
- 2011년 무엇이 정의인가?
- 2011년 알튀세르 효과
- 2012년 지금 여기의 진보
- 2013년 떠 있는/다니는 섬(들)
- 2013년 속물과 잉여
- 2013년 싸우는 인문학
- 2014년 박불똥 모순 속에서 살아남기
- 2014년 감성사회
- 2014년 공공도큐멘트 3
- 2015년 마주침의 정치 (해제)
- 2016년 새로운 자본 읽기 (해제)
- 2016년 좌파가 미래를 설계하는 방법
- 2016년 재미가 지배하는 사회 (해제)
- 2017년 우리가 살고 싶은 나라
- 2017년 집단감성의 계보
- 2017년 코뮤니스트 후기 (해제)
- 2018년 Access to Contemporary Korean Art 1980-2010
- 2018년 이미지의 막다른 길
- 2018년 한국학과 감성 교육
- 2018년 빨강, 파랑, 그리고 노랑

## 전시, 공연
- 2014년 <춤이 말하다> 드라마트루그 (국립현대무용단)
- 2016년 <여전히 안무다: 장치> [빅빅빅땡큐] 드라마트루그 (아르코예술극장 소극장)
- 2017년 <리드마이립스> 전시 참여 (합정지구)
- 2017년 <공동의 리듬, 공동의몸> 전시 참여 (일민미술관)
- 2017년 <무궁화프로덕션 : 이름 이름들 명명 명명된 NAME NAMES NAMING> 드라마트루그 (문래예술공장)
- 2017년 <국립현대미술관 다원예술: 12월 공연> [Other Scenes] 연출 및 퍼포머 (국립현대미술관 서울관)
- 2018년 <국립현대미술관 다원예술 2018> [반둥의 밤] 렉쳐 (국립현대미술관 서울관)
- 2020년 <2020 타이틀 매치: 함양아 vs. 서동진 흔들리는 사람들에게> 전시 참여 (북서울미술관)
- 2020년 - 2021년 《동시대-미술-비즈니스: 동시대 미술의 새로운 질서들(Contemporary-Art-Business: The New Orders of Contemporary Art)》 전시 참여 (부산현대미술관) [미술관은 금융시장인가?] 부산현대미술관 커미션 제작